# Grégory Dupont
Pour les articles homonymes, voir Dupont.
Grégory Dupont (né le 5 septembre 1972 à Valenciennes) est un directeur sportif français spécialisé dans le football d'élite,. Il est connu pour son approche scientifique dans la préparation physique des joueurs, ce qui lui a valu le surnom de «Le Scientifique», ainsi que pour l'utilisation des DATA pour le recrutement et le développement des joueurs de football. 

## Biographie

### Formation académique
Grégory Dupont est titulaire d'une thèse de doctorat et d'une habilitation à diriger les recherches dans le domaine de la physiologie du sport. Il est expert scientifique reconnu au niveau international avec plus de 100 publications reconnues au niveau international dans le champ de la physiologie du sport.

### Débuts
Grégory Dupont commence sa carrière dans le football comme préparateur physique au LOSC Lille Métropole en 2000, où il reste jusqu'en 2007 avant de rejoindre le Celtic Football Club en Écosse en tant que directeur de la performance. En 2009, il retourne au LOSC Lille et y travaille comme directeur de la performance jusqu'en 2018.

### Succès avec l'équipe de France
En 2018, Dupont est nommé préparateur physique de l'Équipe de France de football. Il joue un rôle clé dans la victoire des Bleus à la Coupe du Monde de la FIFA 2018 en Russie, grâce à une préparation physique rigoureuse et des méthodes scientifiques qui ont permis aux joueurs d'éviter les blessures et de performer durant le tournoi.

### Expérience au Real Madrid
En juillet 2019, Dupont rejoint le Real Madrid Club de Fútbol à la demande de Zinédine Zidane. Il contribue au succès du club lors de la saison 2019-2020, marquée par une victoire en Liga. Cependant, après une saison difficile en 2020-2021, il quitte le club en juin 2021.

### Retour en Ligue 1 et autres engagements
Après son départ du Real Madrid, Dupont créé une agence de stratégie sportive FELIS et devient consultant pour des clubs français notamment pour le Racing Club de Strasbourg Alsace en juillet 2021, l'OGC Nice en 2023, le Stade Rennais Football Club en 2024. 
Grégory Dupont est expert scientifique pour l'UEFA, la FIFA et FIFPRO.

### Directeur du football
En janvier 2025, il rejoint le Red Star comme directeur du football où il est responsable de la stratégie sportive du club, du recrutement des joueurs et de la performance sportive de l'équipe professionnelle.

## Clubs et sélections
| Années       | Équipe                       | Pays    |
| ------------ | ---------------------------- | ------- |
| 2025-présent | Red Star FC                  | France  |
| 2019-2021    | Real Madrid Club de Fútbol   | Espagne |
| 2018-2019    | Équipe de France de football | France  |
| 2009-2018    | LOSC Lille Métropole         | France  |
| 2007-2009    | Celtic Football Club         | Écosse  |

Données mises à jour au 23 juillet 2021.

## Distinctions
- Champion du monde avec l'Équipe de France de football (2018)
- Chevalier de la légion d'honneur (2018)